# Bredemeyera isabelliana
Bredemeyera isabelliana là một loài thực vật có hoa trong họ Polygalaceae. Loài này được Barb.Rodr. mô tả khoa học đầu tiên năm 1891.